# Лабова
Лабо́ва (пол. Łabowa) — лемківське село на Закерзонні, у Польщі, у гміні Лабова Новосондецького повіту Малопольського воєводства.
Населення — 1504 особи (2011).

## Розташування
Лежить на берегах річки Камениця Навойовська (права притока Дунайця) в Низьких Бескидах при державній дорозі № 75.

## Історія
Село закріпачене Браніцькими за волоським правом у 1581 році.
1600 року Лабова відповідно до угоди в переліку 25 гірських сіл перейшла від князів Острозьких до князів Любомирських.
Грамотою Станіслава Любомирського від 8 жовтня 1627 р. парох Василь Вислоцький за 100 зол. отримав парохію в Лабовій.
1872 року Лабова отримала концесію на 9 ярмарків щорічно.
З листопада 1918 по січень 1920 село входило до складу Лемківської Республіки. В селі була москвофільська читальня імені Качковського.
До середини XX ст. в регіоні переважало лемківсько-українське населення. У 1939 році з 1260 жителів села — 820 українців, 190 поляків і 250 євреїв. До 1945 р. в селі була греко-католицька парохія Мушинського деканату, до якої також належали Лабовець, Угринь, Котів; метричні книги велися з 1758 року. 21 вересня 1944 р. польський відділ спалив греко-католицьку плебанію.
Після Другої світової війни Лемківщина, попри сподівання лемків на входження в УРСР, була віддана Польщі, а корінне українське населення примусово-добровільно вивозилося в СРСР. Згодом, у період між 1945 і 1947 роками, у цьому районі тривала боротьба між підрозділами УПА та радянським військами. 27.06.1946 р. село зайняли об'єднані відділи УПА «Смирного» і «Горислава». Роззброєно і спалено місцевий пост поліції, а також спалено хати, що залишились після виселеного до СРСР лемківського населення. Частина з них уже була заселена польським населенням. 181 українець з тих, хто дожив, у травні 1947 року під час Операції Вісла були ув'язнені в концтаборі Явожно або депортовані на понімецькі землі Польщі, натомість заселено поляків.
У 1975—1998 роках село належало до Новосондецького воєводства.

## Демографія
Демографічна структура станом на 31 березня 2011 року:
|          | Загалом | Допрацездатний вік | Працездатний вік | Постпрацездатний вік |
| -------- | ------- | ------------------ | ---------------- | -------------------- |
| Чоловіки | 770     | 213                | 505              | 52                   |
| Жінки    | 734     | 180                | 448              | 106                  |
| Разом    | 1504    | 393                | 953              | 158                  |

## Пам'ятки
- В селі збереглася давня мурована церква святих Покрови Пресвятої Богородиці (збудована 1784 року за участі Любомирських) зі збереженим внутрішнім оздобленням.[8]
- Дерев'яний костьол 1930-х років.
- Також є єврейський цвинтар зі старими надгробками.